# True Story (film)
True Story è un film del 2015 diretto da Rupert Goold, al suo debutto alla regia cinematografica, scritto da David Kajganich e basato sul libro di memorie di Michael Finkel. Nella pellicola gli interpreti principali sono James Franco e Jonah Hill.

## Trama
Michael Finkel, giornalista che ha da poco terminato di lavorare con il New York Times, si ritrova a lottare per il suo lavoro dopo una storia conclusasi non bene. Un giorno riceve la telefonata di un uomo riguardante Christian Longo, uno dei maggiori ricercati dell'FBI, che è stato arrestato e ha dichiarato di essere Finkel. Michael e Christian finiscono così con l'incontrarsi, ognuno spinto da uno scopo ben preciso. Il rapporto e la storia troveranno l'apice nel processo a Christian.

## Distribuzione
Il film è stato presentato al Sundance Film Festival il 23 gennaio 2015.

## Riconoscimenti
- 2015 - Teen Choice Awards[2]
  - Candidatura per il miglior attore in un film drammatico a James Franco
  - Candidatura per il miglior attore in un film drammatico a Jonah Hill
  - Candidatura per la miglior attrice in un film drammatico a Felicity Jones